# Comté de Brown (Dakota du Sud)
Pour les articles homonymes, voir Comté de Brown.
Le comté de Brown est un comté situé dans l'État du Dakota du Sud, aux États-Unis. En 2010, sa population est de 36 531 habitants. Son siège est Aberdeen.

## Histoire
Créé en 1879, le comté est nommé en l'honneur d'Alfred Brown, membre de la législature du territoire.

## Villes du comté
- Cities : 
  - Aberdeen
  - Columbia
  - Groton

- Towns :
  - Claremont
  - Frederick
  - Hecla
  - Stratford
  - Verdon
  - Warner
  - Westport

- Census-designated places :
  - Bath
  - Bath Corner
  - Ferney
  - Mansfield

## Démographie
Selon l'American Community Survey, en 2010, 95,08 % de la population âgée de plus de 5 ans déclare parler l'anglais à la maison, 2,77 % l'allemand, 1,04 % l'espagnol et 1,11 % une autre langue.
| 1880 | 1890   | 1900   | 1910   | 1920   | 1930   |
| ---- | ------ | ------ | ------ | ------ | ------ |
| 353  | 16 855 | 15 286 | 25 867 | 29 509 | 31 458 |

| 1940   | 1950   | 1960   | 1970   | 1980   | 1990   |
| ------ | ------ | ------ | ------ | ------ | ------ |
| 29 676 | 32 617 | 34 106 | 36 920 | 36 962 | 35 580 |

| 2000   | 2010   | - | - | - | - |
| ------ | ------ | - | - | - | - |
| 35 460 | 36 531 | - | - | - | - |